# Eutropis indeprensa
Eutropis indeprensa (мабуя Брауна) — вид сцинкоподібних ящірок родини сцинкових (Scincidae). Мешкає на Філіппінах, в Малайзії та Індонезії.

## Поширення і екологія
Мабуї Брауна мешкають на більшій частині Філіппінського архіпелагу, а також спостерігалися на Калімантані, зокрема в Сабаху, та на Сулавесі. Вони живуть у вологих тропічних лісах і вторинних лісах, трапляються на узліссях і галявинах, серед лісової підстилки і опалого листя.